# Joanna Krupa (kulturystka)
Joanna Grażyna Krupa (ur. 21 sierpnia 1975 w Gliwicach) – polska kulturystka, dwukrotna Mistrzyni Europy Fitness IFBB z 1999 i 2002 roku w kategorii do 52 kg.
Zaczynała jako zawodniczka klubu sportowego Centrum Body Club Katowice. Karierę rozpoczęła w 1993 roku, zdobywając złoto na Mistrzostwach Polski w Kulturystyce i Fitness. Od 1998 była zawodniczką klubu Olimp Wojas Nowy Targ, później klubu Olimpia Athlete Zabrze. Jako juniorka dwa razy zdobyła brązowe medale Mistrzostw Świata, sześciokrotna Mistrzyni Polski w Fitness.

## Tytuły mistrzowskie (lista niepełna)
| Zawody | Lokata |
| --- | ------ |
| Mistrzostwo Śląska w Kulturystyce i Fitness 2005 Polska Gliwice                                                    | 1.     |
| Mistrzostwo Polski w Kulturystyce i Fitness 2004 Polska Białystok                                                  | 1      |
| Mistrzostwo Świata -International Federation of Body Builders 2004 (IFBB 2004) Santa Susanna                       | 3.     |
| Mistrzostwa Europy Kobiet w Kulturystyce i Fitness 2002 (drużynowe Mistrzostwa Europy Kobiet kat. 52 kg) Budapeszt | 1.     |
| Mistrzostwa Polski w Kulturystyce i Fitness 2002 Polska                                                            | 1.     |
| Mistrzostwo Europy Fitness 2000 (w kategorii do 52 kg) Torremolinos                                                | 2.     |
| Mistrzostwa Europy Fitness 1999 (w parze z Juliuszem Malikem) Niemcy Essen                                         | 1.     |

## Poza sportem
Podjęła pracę jako trener personalny, a także jako spawacz w firmie Mostostal Zabrze. Została działaczką zarejestrowanej w 2018 partii Ślonzoki Razem. Z jej listy kandydowała bezskutecznie w tymże roku do Sejmiku Województwa Śląskiego, a w 2019 w ramach Koalicji Polskiej z listy PSL do Sejmu.